# چارلی ویلسون
چارلی ویلسون (انگلیسی: Charlie Wilson; ۱ ژوئن ۱۹۳۳ – ۱۰ فوریهٔ ۲۰۱۰) سیاستمدار و افسر (ارتش) اهل ایالات متحده آمریکا و نماینده تگزاس در مجلس نمایندگان آمریکا بود.
وی از بازیگران اصلی عملیات تندباد که در آن یک میلیارد دلار کمک مالی و تسلیحاتی به گروه‌های مجاهدین در جنگ شوروی در افغانستان انجام شد. بر اساس زندگی آقای ویلسن و نقشش در تجهیز مجاهدین افغانستان، یک کتاب نوشته و یک فیلم به نام جنگ چارلی ویلسون ساخته شده‌است.